# Assedio di Shiraga
L'assedio di Shiraga (白鹿城の戦い?, Shiraga-jō no Tatakai) fu una battaglia avvenuta durante il periodo Sengoku in Giappone per la conquista dell'omonimo castello. Ebbe luogo nel 1563 e vide coinvolti il clan Amago e il clan Mōri: quest'ultimo ne uscì vittorioso dopo una serie di assalti precedenti, respinti con ingenti perdite.

## Storia
Dopo la morte avvenuta nel 1561 di Amago Haruhisa, Mōri Motonari iniziò la conquista della provincia di Izumo. Lungi dal poter facilmente catturare il castello di Gassan-Toda, roccaforte degli Amago, Motonari decise prima di conquistare i forti satellite. Il castello di Shiraga, governato da Matsuda Nobuyasu, era il più importante tra questi.

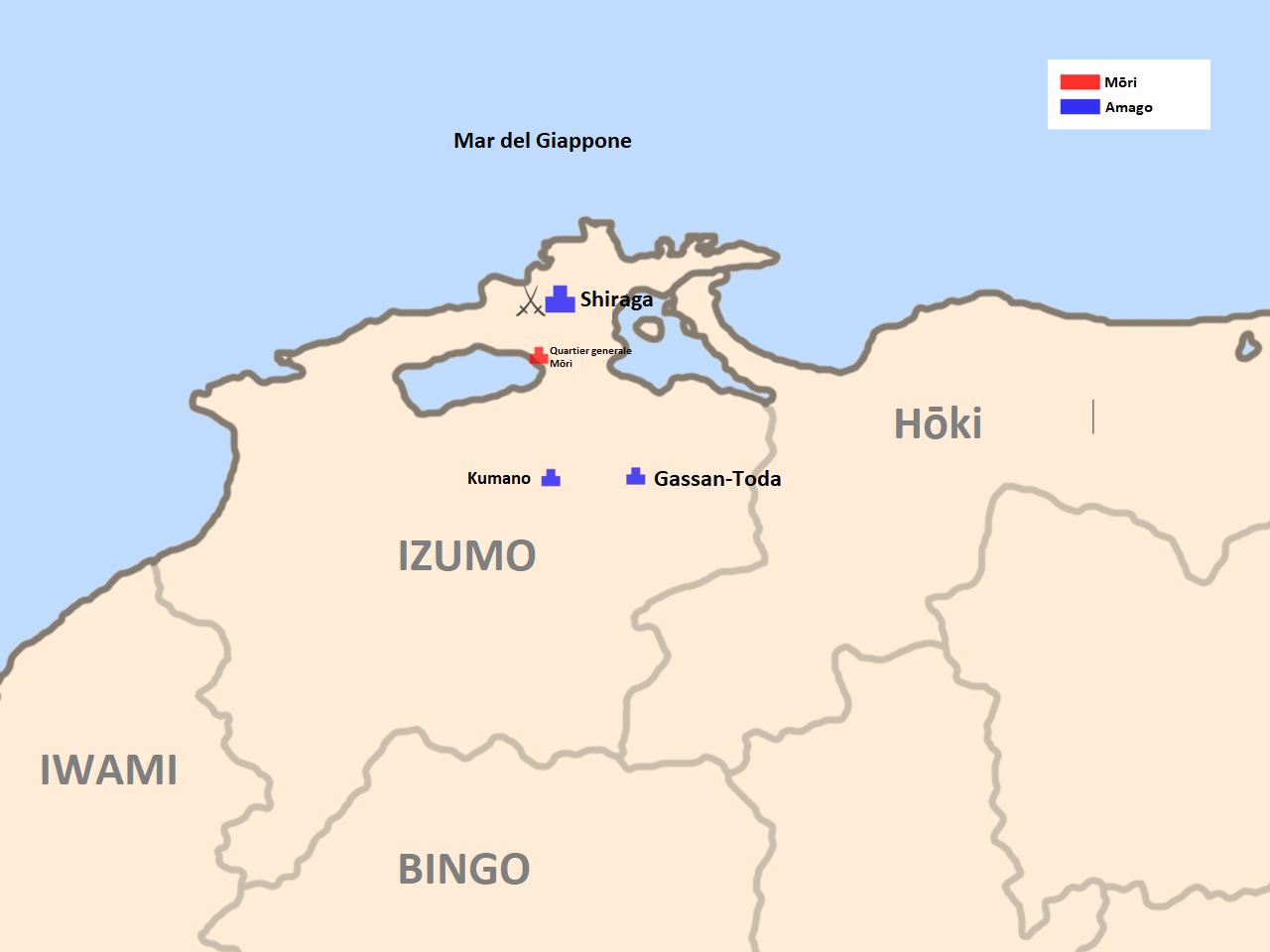
Posizione dei castelli

Dopo aver conquistato, nel giugno 1562, la provincia di Iwami con le sue importanti miniere d'argento che erano sotto il controllo degli Amago, nel luglio 1562 Motonari entrò nella provincia di Izumo e la sua prima azione fu il taglio della linea di rifornimenti dal castello di Gassan-Toda che riceveva importanti approvvigionamenti dal mar del Giappone. Alla fine dell'agosto 1563 Motonari pose sotto assedio il castello di Shiraga, che era governato da Matsuda Nobuyasu. I primi assalti dei Mōri furono respinti con pesanti perdite poiché le forze Mōri non erano ancora arrivate al castello. Matsuda Nobuyasu e Uyama Hisakane guidarono una contro carica con 1 000 uomini che terminò con uno stallo dopo l'arrivo di ulteriori rinforzi Mōri, costringendo gli assediati a ritornare al castello. Yamanaka Yukimori arrivò con una forza di soccorso Amago, e guidando 200 samurai a cavallo si distinse sul campo.
All'inizio di settembre Motonari decise di lasciare circondato il castello di Shiraga e pose d'assalto il castello di Kumano, il quale si trovava a sud di Shiraga, ma anche qui trovò una forte resistenza. Kumano cadde dopo un attacco totale delle forze dei Mōri.
In agosto i Mòri avevano iniziato a scavare un tunnel grazie ai minatori di Iwami ma anche quel tentativo fu respinto dagli Amago. Alla fine un corpo di spedizione inviato da Amago Yoshihisa non riuscì ad arrivare in tempo, poiché il castello di Shiraga si arrese dopo 70 giorni di assedio per la fame e la sete. Il comandante del castello, Nobuyasu, commise seppuku.
A questo punto i Mōri potevano concentrarsi sul castello di Gassan-Toda.